# Vahlberg
Vahlberg är en kommun i Landkreis Wolfenbüttel i förbundslandet Niedersachsen i Tyskland. 
Kommunen bildades 1 mars 1974 genom en sammanslagning av de tidigare kommunerna Groß Vahlberg och Klein Vahlberg.
Kommunen ingår i kommunalförbundet Samtgemeinde Elm-Asse tillsammans med ytterligare elva kommuner.